# Пёстрый варан
Пёстрый вара́н (лат. Varanus varius) — вид ящериц из семейства варанов, относимый к подроду и роду Varanus. В Австралии также известен как lace goanna.

## Распространение и места обитания
Пёстрые вараны населяют равнины восточной и юго-восточной Австралии. Часто встречаются на побережьях, на склонах и прилежащих к ним равнинах, посещая открытые и закрытые леса, проходя в поисках корма большие расстояния (до 3 км в день).

## Внешний вид
Окраска верхней стороны тела чаще всего тёмная, сине-чёрная с многочисленными рассеянными белыми, жёлтыми или кремовыми пятнами. Хвост длинный и тонкий, и примерно в 1,5 раза больше длины головы и тела, обычно покрыт неправильными жёлтыми поперечными кольцами, сжатый в латеральной плоскости, с отчётливым гребнем.

### Размеры
Это вторая по величине ящерица в Австралии, после гигантского варана. Максимальная длина тела с хвостом может достигать более 2,1 м, а без хвоста — около 76,5 см. Однако, в среднем они достигают длины не более 1,5 метров, с длиной от кончика морды до клоаки около 50 см. Самцы заметно крупнее самок. В одном исследовании были измерены 46 самцов и 40 самок молодых и взрослых пёстрых варанов; самцы имели длину в 37-76,5 см без учёта хвоста, 100—193,5 см с учётом хвоста и весили 0,51-8,8 кг, в то время как самки 31,5-52,5 см, 92-143,5 см и 0,4-2,47 кг соответственно.
Максимальный зарегистрированный вес — 20,4 кг, имел один очень крупный образец, пойманный во время изучения экологии питания этого вида. Однако, учитывалось ли при замерах содержимое желудка в виде четырёх лисят, трёх маленьких кроликов и трёх больших синеязыких сцинка, не уточняется. Другие очень большие вараны этого вида имели массу в 14 кг при длине тела без учёта хвоста в 75 см и общей длине в 192 см, и 8,8 кг при длине тела без учёта хвоста в 76,5 см и общей длине в 193,5 см.

## Образ жизни
Активны в основном с сентября по май, но неактивны в прохладную погоду. Устраивают жильё в дуплах, под упавшими деревьями или в корнях. Часто охотятся на деревьях и там же могут прятаться в случае опасности, хотя обычно агрессивно встречают угрозу, бросаясь вперёд на противника и используя свои когти, зубы и мощный хвост в целях самообороны. Раны, наносимые пёстрым вараном, могут быть очень болезненными. Единственные естественные враги пёстрых варанов — стаи собак динго и крокодилы, если не считать того, что их мясо входит в традиционную кухню австралийских аборигенов. Молодые особи могут стать жертвой змей, хищных птиц и других варанов, включая своих более старших сородичей.

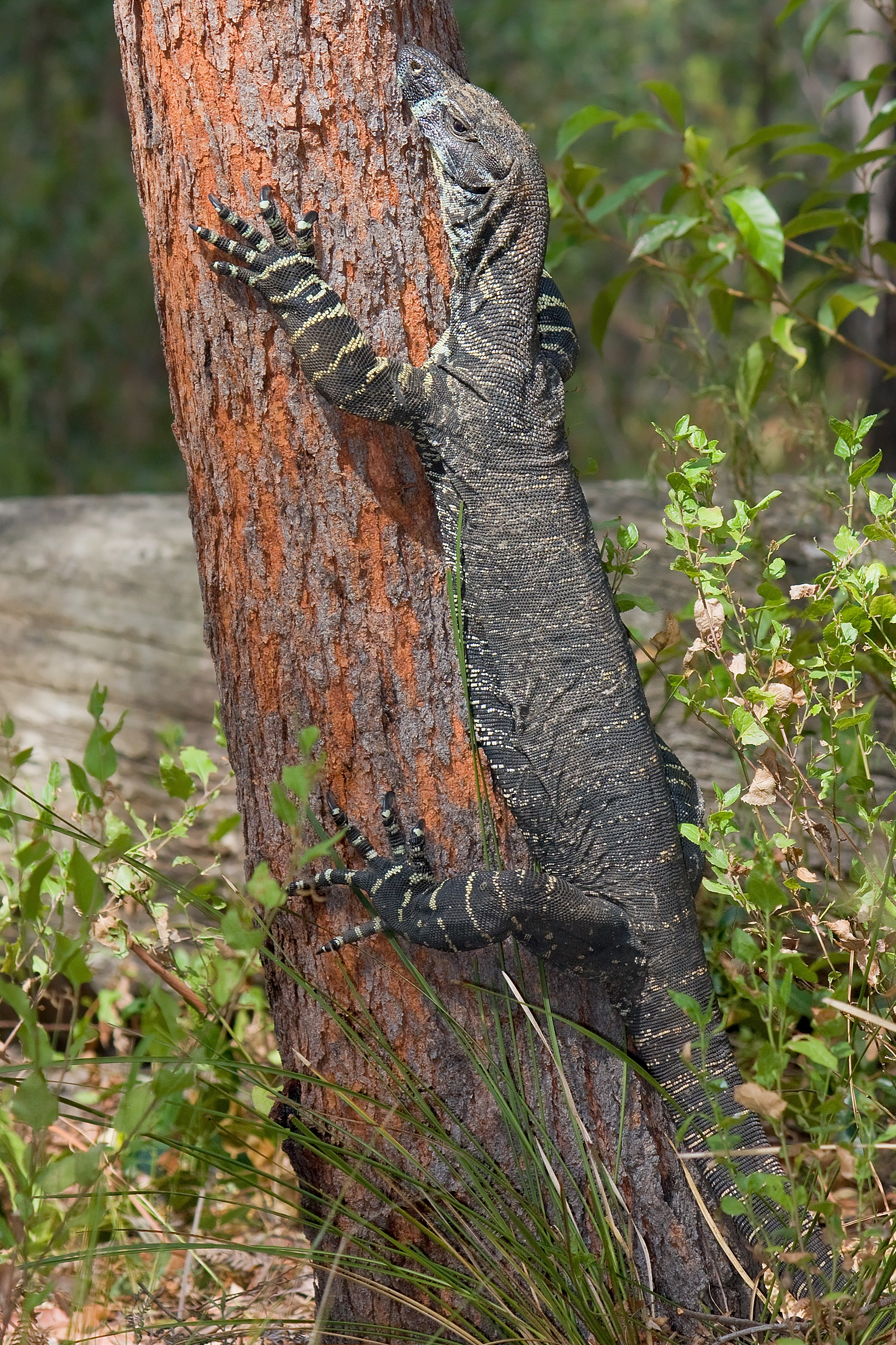
На дереве.

### Питание
Молодые вараны питаются насекомыми и мелкими позвоночными. По мере роста в их рацион включаются более крупные животные. Взрослые пёстрые вараны считаются высшими хищниками. В целом, они питаются всем, что в состоянии поймать — в желудках некоторых варанов этого вида были найдены даже костистые рыбы. Но в основном их диета состоит из насекомых, различных змей (в том числе и ядовитых), ящериц, мелких и средних по размерам млекопитающих, птиц и птичьих яиц. Не существует сильно выраженной зависимости размера добычи от размеров варана. Иными словами, маленькие пёстрые вараны могут атаковать относительно крупных животных, а большие не брезгуют мелкими. Они также являются известными падальщиками, часто кормящимися на тушах крупных сумчатых и павшего домашнего скота. Пёстрые вараны регулярно нападают на гнезда кустарниковых большеногов, чтобы украсть их яйца, и иногда на их хвостах могут быть найдены повреждения, нанесённые самцами большеногов, которые пытаются отвлечь варанов от гнезда. В юго-восточной части штата Виктория основу рациона пёстрых варанов составляют кольцехвостые кускусы, второе место занимают болотные валлаби, употребляемые в виде падали, а на задний план отходят ехидны, членистоногие и другие животные. В исследовании, приведённом в Голубых горах, Восточная Австралия, млекопитающие весом более 8 кг составили 60% от рациона местных пёстрых варанов. Среди жертв пёстрых варанов также были зафиксированы другие хищники: питоны (особенно ромбические питоны), одичавшие кошки и лисицы. Они считаются одними из немногих родных для Австралии хищников, способных контролировать численность опасных инвазивных видов.
В отличие от гигантских варанов, пёстрые вараны нередко кормятся в районах, заселённых людьми, роясь в мусоре и посещая места, где часто проводят пикники. Они также представляют опасность для домашних животных — кошек, птиц и небольших собак.
Пёстрый варан обычно проглатывает свою жертву целиком — в желудке 1.2 кг варана был найден целый 0.5 кг кролик. Однако, если добыча слишком крупная, он способен отрывать от неё куски, используя свои острые пильчатые зубы и мощные, снабжённые большими когтями конечности.

### Размножение
Спаривание, как правило, происходит в тёплые месяца года. Бои между самцами случаются только в том случае, если они оба ухаживают за одной и той же самкой либо делят территорию. За раз самка откладывает от 2 до 12 яиц, часто используя в качестве гнезда термитники. Инкубация в среднем длится около 6 месяцев.

## Ядовитость
По данным австралийских исследователей, слюна пёстрого варана содержит слабый яд. Но он, однако, скорее всего не играет значимой роли в убийстве жертвы.